# Cañada de Negros
Cañada de Negros es una localidad del estado mexicano de Guanajuato. Es parte del municipio de Purísima del Rincón.

## Demografía
| Gráfica de evolución demográfica |
|                                  |

| Censo | Población |
| ----- | --------- |
| 1900  | 682       |
| 1910  | 682       |
| 1921  | 425       |
| 1930  | 456       |
| 1940  | 460       |
| 1950  | 538       |
| 1960  | 584       |
| 1970  | 699       |
| 1980  | 887       |
| 1990  | 1 156     |
| 2000  | 1 223     |
| 2010  | 1 385     |
| 2020  | 1 337     |